# Auguste Parent
Aimé Auguste Marie Parent (Mechelen, 1839 – aldaar, 16 september 1885) was een Belgisch verzamelaar van antiquiteiten. De collectie die hij met museale intenties bijeenbracht, is verspreid over het Louvre, het Petit Palais en andere publieke en private verzamelingen.

## Leven
Zijn vader Basile Parent was een Belgisch revolutionair die rijk werd als spoorwegondernemer en financier. Hij bezorgde zijn 19-jarige zoon Auguste tegen begin 1858 een benoeming in de diplomatie. Hij werkte drie jaar als legatiesecretaris en -attaché in Lissabon, werd dan overgeplaatst naar de centrale diensten in Brussel, en vertrok in 1863 als secretaris tweede klasse naar Den Haag. Hoewel hij een werk publiceerde over de vrijmaking van de Schelde, raakte zijn carrière in het slop. Met vaderlijke steun werd hij in juni 1864 bestuurder in de Compagnie Générale Maritime de Belgique en vertrok hij op een handelsmissie naar het Nabije Oosten. Hij bezocht de werken aan het Suezkanaal en maakte een gedetailleerd rapport, dat verscheen in het Recueil consulaire. 

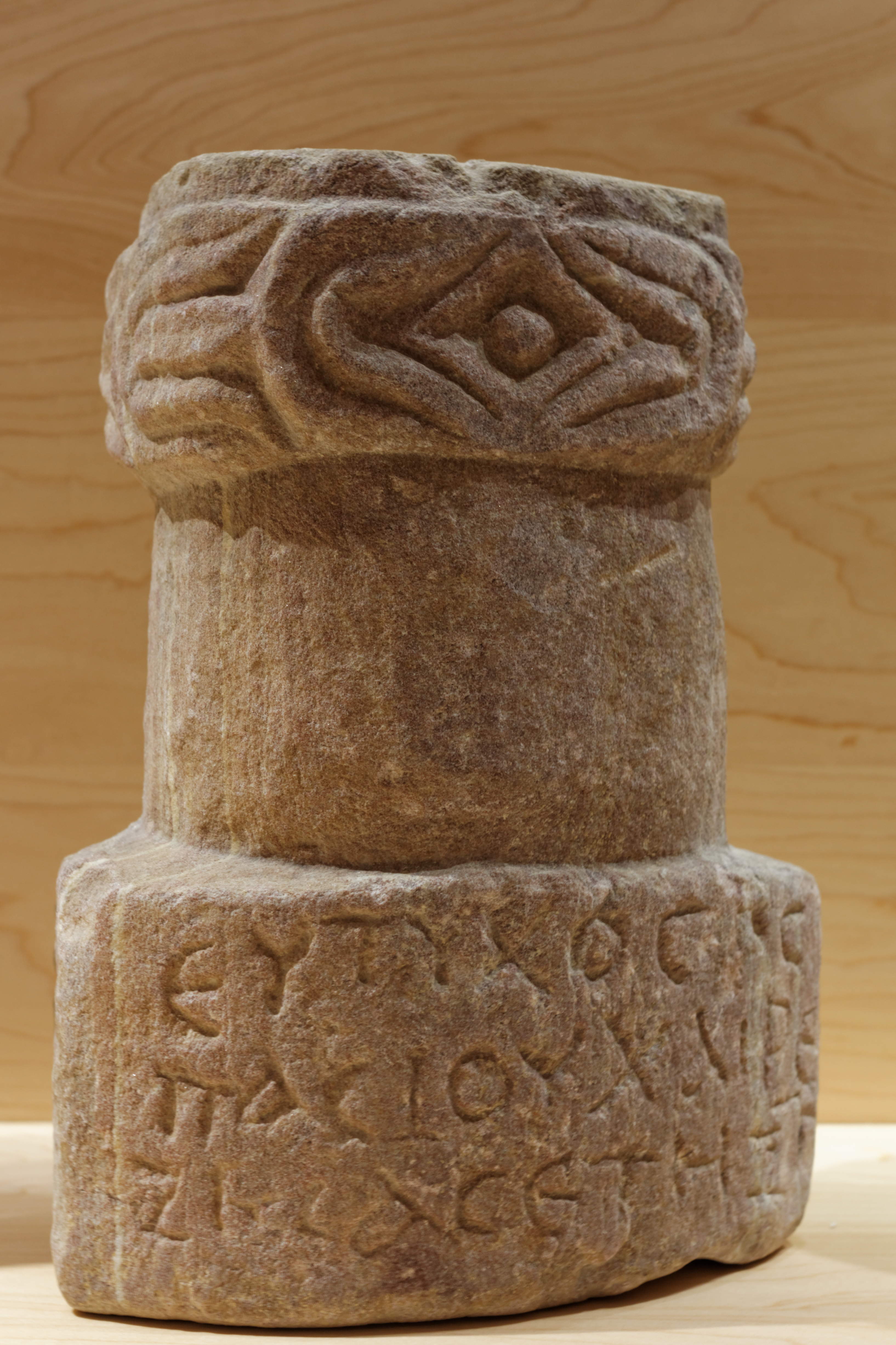
Grenssteen uit Sidon, door Parent in 1869 geschonken aan het Louvre

In de Oriënt ontwikkelde Parent een belangstelling voor opgravingen en antiquiteiten. Hij stond in betrekking met de bijbelarcheoloog Félicien de Saulcy en bezocht het Heilig Land. Met zijn gids Mohammed es-Safedy exploreerde hij de site die geïdentificeerd was als het Jotapata beschreven door Flavius Josephus, en het fort Machairous van Herodes de Grote. Hij keerde terug in 1865 en vestigde zich bij zijn vader in Parijs, waar hij bestuurder werd van de Compagnie de Fives-Lille. Hij nam definitief ontslag uit de diplomatie en begon te schrijven over de sites die hij had bezocht. In 1866 publiceerde hij Siège de Jotapata over het Beleg van Yodfat tijdens de Joodse Oorlog en in 1868 kwam hij met Machaerous over het paleis waar Johannes de Doper werd onthoofd in opdracht van Herodes Antipas. Gustave Flaubert gebruikte dit boek voor zijn verhaal Hériodias (1877). 
Daarnaast zette Parent vanaf 1866 het Musée Parent op, een oudheidkundig museum dat moest komen in het herenhuis van de familie in de Rue Chateaubriand. Met de wetenschappelijke medewerking van Saulcy organiseerde hij zijn collectie, die objecten bevatte uit Sidon en El Qantara, en die ook werd gestoffeerd door Alfred Biliotti en Auguste Salzmann. Vanaf 1867 financierde hij opgravingen door Salzmann in Kamiros op Rhodos. De vondsten publiceerde hij in het Bulletin archéologique du Musée Parent en er verscheen ook een catalogus. Eind dat jaar kocht hij voor 42.000 francs een aantal antieke bronzen die pas waren gevonden in Annecy.
Het museumproject stuikte echter ineen nog vóór het goed en wel op poten stond. Toen Parents vader overleed te midden van een financiële crisis die zijn bedrijvengroep dwong tot vereffening, maakte de initiatiefnemer een einde aan de publieke toegang tot de collecties. Dit schijnt in strijd te zijn geweest met de voorwaarden die hij was overeengekomen met Biliotti en Salzmann. Het kwam in 1868 tot een proces. Ondanks een schikking met Parents agent Outendrick, werden vier objecten in beslag genomen en onder sekwester geplaatst. De collectie raakte verspreid over diverse instellingen.

## Publicaties
- Du commerce de Belgique à propos de l'affranchissement de l'Escaut (1863)
- Voyage en Orient, en Terre Sainte et autour de la Mer Morte (1865, ongepubliceerd)
- Siège de Jotapata. Épisode de la révolte des Juifs (66-70 de notre ère) (1866)
- Machaerous (1868)